# Апостол (птах)
Апостол (Struthidea cinerea) — вид горобцеподібних птахів родини апостолових (Corcoracidae). Птах названий на честь біблійських апостолів — 12 послідовників Христа, тому, що за повір'ями, майже завжди літає групами з 12 особин.

## Поширення
Ендемік Австралії. Поширений на сході країни.

## Опис
Дуже швидкий сірий або чорний птах завдовжки близько 33 см. 

## Спосіб життя
Мешкає у відкритих евкаліптових лісах. Харчується комахами та насінням на землі. 